# 伯德山

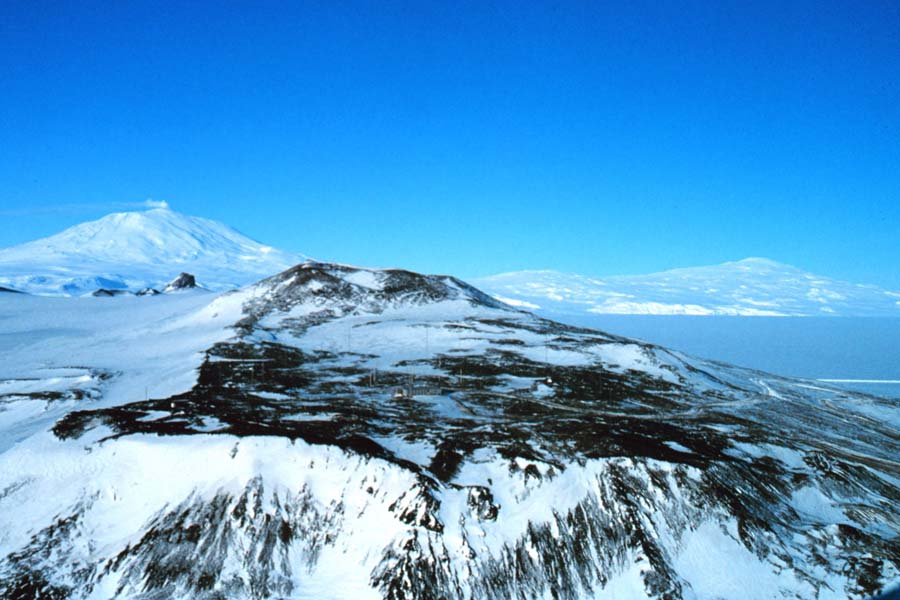
羅斯島全景圖，顯示南極洲的哈特角半島（前景）、埃里伯斯山（左）和恐怖山（右）。

伯德山是南極洲的山峰，位於羅斯島北端，處於伯德角以南11公里，海拔高度1,765米，該山峰由英國探險家羅伯特·斯科特率領的探險隊劃入地圖。

## 外部連結
- Mount Bird（页面存档备份，存于）, Volcano World

77°16′S 166°45′E / 77.267°S 166.750°E